# Anajapygidae
Famille
Les Anajapygidae sont une famille de diploures, elle comporte huit espèces en deux genres.

## Liste des genres
- Anajapyx Silvestri, 1903
- Paranajapyx Pagés, 1997